# Kikkektak Island
Kikkektak Island är en ö i Kanada.   Den ligger i provinsen Newfoundland och Labrador, i den östra delen av landet, 1 600 km nordost om huvudstaden Ottawa. Arean är 7,7 kvadratkilometer.
Terrängen på Kikkektak Island är lite kuperad. Öns högsta punkt är 212 meter över havet. Den sträcker sig 3,2 kilometer i nord-sydlig riktning, och 3,7 kilometer i öst-västlig riktning.
Trakten runt Kikkektak Island är nära nog obefolkad, med mindre än två invånare per kvadratkilometer.